# غوستافو دا كونسيساو
غوستافو دا كونسيساو هو لاعب كرة سلة وسياسي أنغولي، ولد في 8 مارس 1957 في لواندا في أنغولا. انتخب عضو الجمعية الوطنية في أنغولا ‏.